# 미국의 자유주의
미국의 자유주의는 개인의 침해할 수 없는 권리 개념에 기반을 둔다. 피치자의 동의, 표현의 자유, 언론의 자유, 종교의 자유, 정교분리, 무기 소지권, 적법절차를 따를 권리, 법 앞의 평등 등 기본적인 자유주의 이상은 자유주의의 공통 기반으로 널리 받아들여진다. 미국은 세습 귀족이 없었기 때문에 세계의 자유주의와는 다르며, 유럽을 특징짓는 계급 투쟁의 상당 부분을 피했다. 미국의 철학자 이언 애덤스에 따르면, "모든 미국 정당은 자유주의적이며 항상 그래왔다". 이들은 일반적으로 "민주화된 휘그 헌정주의와 자유 시장의 한 형태"인 고전적 자유주의를 지지하며, "차이점은 사회자유주의의 영향과 정부의 적절한 역할에 대한 원칙적인 이견에서 비롯된다"고 했다.
1930년대 이후, 자유주의는 미국에서 일반적으로 현대 자유주의를 지칭할 때 별다른 수식어 없이 사용된다. 이는 시장 실패를 막기 위한 정부의 역할을 받아들이고 민권과 참정권의 확대를 지지하며, 개인의 절대적 자유와 양립하거나 그보다 우월하게 여겨지는 공동선을 강조하는 자유주의의 한 형태이다. 이 정치 철학은 프랭클린 D. 루스벨트의 뉴딜 정책과 이후 린든 B. 존슨의 위대한 사회에서 잘 나타났다. 다른 성과로는 공공사업진흥국과 1935년 사회보장법, 그리고 1964년 민권법과 1965년 선거권법 등이 있다. 이러한 자유주의는 고전적 자유주의와 구분하기 위해 현대 자유주의라고도 불리며, 현대 미국의 보수주의와 함께 고전적 자유주의에서 파생되었다.
현대 미국의 자유주의는 동성결혼, 트랜스젠더 권리, 사형 폐지, 재생산권 및 기타 여성의 권리, 모든 성인 시민의 투표권, 민권, 환경 정의, 그리고 적정 생활 수준을 누릴 권리에 대한 정부 보호 등의 문제를 포함한다. 균등한 교육 기회, 의료 접근성, 교통 인프라와 같은 국가 사회 서비스는 미국의 헌법에 명시된 모든 시민의 일반 복지를 증진할 책임을 이행하기 위한 것이다. 스스로를 고전적 자유주의자, 재정보수주의자 또는 자유지상주의자라고 부르는 일부 자유주의자들은 기본적인 자유주의 이상을 지지하지만, 경제적 자유가 사회적 평등보다 더 중요하다고 주장하며 현대 자유주의 사상과는 다른 견해를 보인다.

## 역사

### 18세기와 19세기
미국 자유주의의 기원은 계몽시대의 정치적 이상에 있다. 1787년의 미국의 헌법은 인민에게 주권이 있고 (군주가 아닌) 세습 통치 귀족이 없는 최초의 근대 공화제를 수립했다. 그러나 헌법은 특히 노예제를 인정함으로써 자유를 제한했다. 미국 건국의 아버지들은 이러한 모순을 인식했지만, 세계에서 살아남기 위해 충분히 통합된 국가가 필요하다고 믿었다. 18세기 후반과 19세기에 걸쳐 미국은 점점 더 광범위한 계층의 사람들에게 자유를 확대했다. 19세기 초에는 주들이 백인 남성의 투표에 대한 많은 제한을 폐지했다. 헌법은 1865년에 노예제를 폐지하기 위해, 1870년에는 흑인 남성에게 투표권을 확대하기 위해 수정되었다.

#### 진보 시대
19세기 동안 미국 경제가 제조업과 서비스업으로 전환되기 시작하면서, 자유주의자들은 부패와 경제력 집중(당시에는 트러스트라고 불렸다)을 자유에 대한 위협으로 간주하기 시작했다. 19세기 후반에 시작된 진보 시대 동안, 독점을 제한하고 철도 요금을 규제하는 법률이 통과되었다.

### 20세기
제임스 라이클리에 따르면, 자유주의는 1920년대에 미국에서 현재의 의미를 갖게 되었다. 19세기와 20세기 초에는 이 용어가 주로 제한된 정부, 종교의 자유, 자유 시장 지지를 강조하는 고전적 자유주의를 지칭했다. "진보주의"라는 용어는 시어도어 루스벨트처럼 제한적인 정부 활동을 선호하는 개인들을 설명하는 데 사용되었다. 1920년대에 진보주의라는 용어는 로버트 M. 라폴레트 시니어와 같이 1924년 제3당 대통령 후보로 철도와 공공시설의 정부 소유를 요구하는 정치인들과 연관되었다. 따라서 진보주의는 온건한 개혁을 지지하는 사람들이 피하려 했던 급진주의와의 연관성을 띠게 되었다. 또한 이 용어는 공화당 및 사회복음주의 운동과 오랜 연관성 때문에 특정 집단에게 매력적이지 않았다. 1920년에는 여성에게 선거권이 부여되었다. 1920년대 후반과 1930년대에 프랭클린 D. 루스벨트와 같은 정치인들은 일부 정부 활동을 선호하지만 보다 급진적인 개혁에는 반대하는 개인을 설명하기 위해 자유주의자라는 용어를 점차 채택했다.

#### 뉴딜
1930년대에 자유주의는 경제에 대한 온건한 정부 규제, 누진세, 그리고 주에 대한 연방 정부 권한의 확대를 요구하는 실용적인 이념을 설명하는 용어가 되었다. 또한 노동조합에 대한 지지와 대기업에 대한 어느 정도의 적대감 또는 최소한의 의심을 의미하게 되었다. 자유주의는 민권과 세속주의에 대한 지지를 포함하여 1930년대 이전 용어 사용의 일부 측면을 유지했다. 한때 고전적 자유주의라고 불렸던 것은 자유지상주의 또는 재정보수주의와 사회자유주의의 조합으로 묘사되게 되었다. 이러한 입장은 더 큰 변화를 지지하는 정치적 좌파와 이러한 변화에 반대하는 보수주의자들의 입장과 대조를 이루었다.
프랭클린 D. 루스벨트 대통령은 대공황이라는 경제적 재앙 속에서 1933년 취임했으며, 경제적 어려움과 실업을 완화하고, 더 많은 기회를 제공하며, 번영을 회복하기 위한 뉴딜을 국가에 제안했다. 미국 역사상 가장 길었던 프랭클린 D. 루스벨트 행정부 (1933년~1945년)는 국가의 경제 및 기타 문제를 해결하는 데 연방 정부의 역할이 증가한 것이 특징이었다. 실업 구호 프로그램은 일자리를 제공했고, 테네시강 유역 개발 공사와 같은 야심찬 프로젝트는 경제 발전을 촉진했으며, 사회 보장 시스템은 국가의 현대 복지 시스템의 기반을 마련했다. 뉴딜 프로그램에도 불구하고 대공황은 1930년대 내내 지속되었으며, 이는 국가의 경제 문제를 해결하는 데 있어서 혼합된 성공을 거두었다.
종교적 및 인종적 소수자들은 큰 타격을 입었고 구호 프로그램과 후원 정책의 도움을 받았다. 가톨릭 신자들과 유대인들은 뉴딜 연합에 강력한 지지를 보냈다. 흑인들은 뉴딜 프로그램에 포함되었는데, 특히 북부에서 그러했고 남부에서는 역할이 적었다. 사회학자 군나르 뮈르달은 다음과 같이 결론지었다.
흑인들의 몫은 이 모든 국가 활동에서 미미할지 모르지만, 그들은 몫을 받았다. 그들은 더 넓고 다양한 전선을 방어하고 전진할 수 있도록 주어졌다. 이것이 뉴딜이 흑인들에게 주는 큰 의미이다. 거의 국가 역사상 처음으로 국가는 흑인을 배제하지 않고 실질적이고 사회적인 방식으로 무엇인가를 했다.
뉴딜은 1930년대 민간 보존단 (CCC), 공공사업진흥국 (PWA), 공공사업진흥국 (WPA) 및 기타 기관을 통해 소수자들에게 직접적인 구호를 제공했으며, 제2차 세계 대전 중에는 행정 명령과 공정고용관행위원회가 소수자들에게 수백만 개의 새로운 일자리를 제공하고 정부 계약을 맺은 기업에서 차별을 금지했다. 1945년의 150만 명의 흑인 참전용사들은 GI 법안에 따라 다른 모든 사람들과 동등하게 관대한 참전용사 혜택을 받을 자격이 있었다.
뉴딜은 "구호, 회복, 개혁"을 목표로 하는 세 가지 유형의 프로그램으로 구성되었다. 구호는 대공황으로 가장 큰 타격을 입은 인구의 3분의 1을 돕기 위한 즉각적인 노력이었다. 루스벨트는 허버트 후버의 긴급구호건설법 (ERCA) 프로그램을 확대하고 CCC, PWA, 그리고 1935년 연방긴급구호청 (FERA)을 대체한 WPA를 추가했다. 또한 1935년에는 사회보장법과 실업 보험 프로그램이 추가되었다. 사회보장법은 일할 수 없거나 일자리를 찾을 수 없는 미국인들에게 은퇴 및 장애 소득을 제공했다. 재정착청 및 농업보안청과 같은 농촌 지역의 구호를 위한 별도의 프로그램도 마련되었다. 회복 프로그램은 경제를 대공황 이전 수준으로 회복시키는 것을 목표로 했다. 여기에는 적자 지출, 금본위제 폐지, 너무 낮았던 농산물 가격을 다시 인상하려는 노력, 그리고 해외 무역을 늘리려는 노력이 포함되었다. 미국이 회복하도록 돕기 위한 뉴딜의 노력은 상당 부분 확대된 후버 프로그램인 재건 금융 공사 (RFC)를 통해 이루어졌다.
개혁은 대공황이 고유한 시장 불안정으로 인해 발생했으며, 경제를 합리화하고 안정시키며 농민, 기업, 노동의 이해관계를 균형 잡기 위해서는 정부 개입이 필요하다는 가정에 기반을 두었다. 개혁 조치에는 국가산업부흥법 (NIRA), 증권거래법 (SEA)에 의한 월가 규제, 농업 프로그램용 농업조정법 (AAA), 1933년 글래스-스티걸 법을 통해 제정된 은행 예금용 미국 예금보험공사 (FDIC) 보험, 그리고 노사 관계를 다루는 와그너 법으로도 알려진 전국노동관계법 (NLRA)이 포함되었다. 일부 뉴딜주의자들의 촉구에도 불구하고, 주요 독점 금지 프로그램은 없었다. 루스벨트는 사회주의(생산 수단의 국가 소유라는 의미에서)에 반대했으며, 오직 하나의 주요 프로그램인 테네시강 유역 개발 공사 (TVA)만이 생산 수단의 정부 소유를 포함했다.

#### 제2차 세계 대전
루스벨트는 제2차 세계 대전의 대부분 기간 동안 대통령으로 재직했으며, 전후 시대를 예상하며 국제 무대에서 문제 해결을 위한 상호 협력을 장려하는 수단으로 유엔 기구 설립 제안을 강력히 지지했다. 그의 국제주의적 이상에 대한 헌신은 실패한 국제연맹의 건축가인 우드로 윌슨의 전통을 따른 것이었다. 루스벨트는 미국이 거부권을 가질 것이라는 단서 조항을 달아 1945년 유엔 설립을 주도했다.

##### 자유주의적 합의
1950년경에는 자유주의 이념이 지적으로 너무나 지배적이어서 문학 비평가 라이오넬 트릴링은 "자유주의는 지배적인 지적 전통일 뿐만 아니라 유일한 지적 전통이다. ... 보수적이거나 반동적인 사상은 유통되지 않는다"고 썼다. 거의 20년 동안 냉전 자유주의는 미국 정치에서 지배적인 패러다임으로 남아 있었으며, 1964년 대통령 선거에서 린든 B. 존슨이 배리 골드워터를 압도적으로 이기고 위대한 사회 법안이 통과되면서 정점에 달했다. 전후 자유주의적 합의에는 온건한 복지 국가와 반공주의 국내 및 외교 정책 수용이 포함되었다. 그 요소 중 일부는 자유 시장의 이점과 일부 개입주의적 국내 정책을 결합하는 것을 목표로 하는 내장된 자유주의와 공유되었다.

##### 냉전
냉전 시대의 미국 자유주의는 프랭클린 D. 루스벨트의 뉴딜과 20세기 초의 진보주의자들의 직계 후손이었다. 솔 스턴은 "냉전 자유주의는 제2차 세계 대전 이후 미국의 가장 큰 성과인 냉전 승리에 기여했다"고 썼다. 냉전 자유주의의 본질적인 원칙은 루스벨트의 네 가지 자유 (1941년)에서 찾을 수 있다. 이 중 표현의 자유와 종교의 자유는 고전적인 자유주의적 자유였고, 공포로부터의 자유 (폭정 정부로부터의 자유)도 마찬가지였지만, 궁핍으로부터의 자유는 또 다른 문제였다. 루스벨트는 개인에 대한 정부의 책임을 허용하는 자유 개념을 제안했다. 궁핍으로부터의 자유는 경제적 필요를 충족시키기 위한 적극적인 정부 행동을 정당화할 수 있었는데, 이는 유럽 사상가들의 급진적인 사회주의와 사회민주주의 또는 토머스 제퍼슨의 민주공화당 (미국)과 앤드루 잭슨의 민주당 (미국)이 대표하는 이전 버전의 고전적 자유주의보다는 에이브러햄 링컨의 공화당 (미국), 헨리 클레이 시니어의 휘그당 (미국), 알렉산더 해밀턴의 정부 개입 및 보조금 경제 원칙의 개념과 더 연관된 아이디어였다.
1950년대와 1960년대에는 미국의 양대 정당 모두 자유주의와 보수주의 계파를 포함했다. 민주당은 한편으로 북부와 서부의 자유주의자들을, 다른 한편으로는 일반적으로 보수적인 남부 백인들을 가지고 있었다. 분류하기 어려운 것은 북부 도시 민주당 정치기계였다. 도시 기계는 뉴딜 경제 정책을 지지했지만, 인종 문제로 인해 서서히 해체되었다. 일부 역사가들은 공화당을 자유주의적인 월가와 보수적인 메인 스트리트 계파로 나누었지만, 다른 이들은 공화당 보수주의자들은 내륙 주(오하이오의 로버트 태프트 주니어와 애리조나의 배리 골드워터) 출신이었고 자유주의자들은 캘리포니아(얼 워런과 피트 매클로스키), 뉴욕(넬슨 록펠러) 및 기타 해안 주 출신인 경향이 있었다고 언급했다. 공산주의와 보수주의 모두에 반대하는 냉전 자유주의는 많은 사회 문제와 개인의 자유에 대한 견해에서 초기 자유주의와 유사했지만, 그 경제적 견해는 자유 시장 제퍼슨식 자유주의나 유럽 사회민주주의자들의 견해와는 달랐다. 그들은 국가사회주의를 결코 지지하지 않았지만, 교육, 과학, 인프라에 대한 지출, 특히 미국 항공 우주국의 확장과 주간고속도로 건설을 요구했다. 그들의 진보적인 사상은 링컨, 우드로 윌슨, 시어도어 루스벨트, 프랭클린 D. 루스벨트의 유산을 이어받았다. 냉전 자유주의의 가장 두드러지고 일관된 입장에는 다음이 포함되었다.
- 노동(조직화된 노동조합 형태)과 경영(소상공인보다는 대기업에 더 관심이 있는 경향) 간의 권력 균형에 기반을 둔 국내 경제에 대한 지지.
- 소련과 중국에 기반을 둔 공산주의 봉쇄에 초점을 맞춘 외교 정책. 자유주의자들은 고립주의, 데탕트, 롤백에 반대했다.
- 뉴딜 사회 복지 프로그램, 특히 사회 보장의 지속.
- 불황기에 적자 지출을 동반하는 케인스 경제학 수용. 그들은 높은 군사 지출을 지지했는데, 이를 군사적 케인스주의라고 한다.

처음에 자유주의자들은 해리 S. 트루먼 대통령을 자신들의 사람으로 여기지 않았고, 그를 민주당의 하수꾼으로 보았다. 그러나 자유주의 정치인들과 민주적 행동을 위한 미국인 (ADA)과 같은 자유주의 조직들은 국내외에서 공산주의에 반대하는 데 트루먼 편에 섰으며, 때로는 시민 자유를 희생하기도 했다. 예를 들어, 휴버트 험프리는 1950년에 대통령이 선동적이라고 선언한 사람들을 재판 없이 구금할 수 있는 구금 센터를 설립하는 법안을 상원에 제출했지만, 통과되지 않았다. 자유주의자들은 매카시즘에 대한 반대에서 단합했다.

##### 남부 자유주의자들의 몰락
남부 자유주의자들은 뉴딜 연합의 필수적인 부분이었다. 그들이 없었다면 루스벨트는 의회에서 다수표를 얻지 못했을 것이다. 주목할 만한 지도자로는 텍사스의 린든 B. 존슨, 앨라배마의 짐 폴섬과 존 스파크먼, 플로리다의 클로드 페퍼, 루이지애나의 얼 롱, 노스캐롤라이나의 루터 H. 호지스, 테네시의 에스테스 키포버가 있었다. 그들은 소농을 위한 보조금을 장려하고 신생 노동조합 운동을 지지했다. 이러한 북부-남부 연합의 필수 조건은 북부 자유주의자들이 남부 인종차별을 무시하는 것이었다. 1945년 이후, 특히 미네소타의 젊은 휴버트 험프리가 이끄는 북부 자유주의자들은 점차 민권을 핵심 쟁점으로 삼았다. 그들은 1948년에 트루먼을 자신들의 편으로 끌어들였다. 딕시크랫으로 가장 잘 알려진 보수적인 남부 민주당원들은 그곳의 주 정당을 장악하고 1948년에 스트롬 서먼드를 대통령 후보로 내세웠다. 서먼드는 심층 남부만을 차지했지만, 그 위협만으로도 1952년과 1956년에 전국 민주당이 민권을 주요 쟁점으로 삼지 않도록 보장하기에 충분했다. 1956년에는 128명의 남부 대표와 상원의원 중 101명이 강제 분리 반대 남부 선언문에 서명했다. 남부의 노동 운동은 분열되었고 정치적 영향력을 잃었다. 남부 자유주의자들은 난처한 상황에 처했다. 그들 대부분은 침묵하거나 자유주의적 입장을 완화했지만, 다른 이들은 편을 바꾸었고 소수의 잔존 세력은 자유주의적 길을 계속 걸었다. 한 명씩, 마지막 그룹은 패배했다. 역사가 누만 V. 바틀리에 따르면, "'자유주의자'라는 단어 자체는 남부 정치 용어에서 점차 사라졌으며, 비난의 용어로만 남았다".

#### 민권법
냉전 자유주의는 대부분의 아프리카계 미국인들이 정치적, 경제적으로 권리를 박탈당했던 시기에 등장했다. 1947년 트루먼 백악관이 발표한 공식 보고서인 "이러한 권리를 확보하기 위해"를 시작으로, 자칭 자유주의자들은 점점 더 미국의 흑인 민권 운동을 포용하게 되었다. 1948년 트루먼 대통령은 군대를 분리했고, 민주당은 강력한 민권 조항을 당 강령에 포함시켰다. 비록 심층 남부 대표들은 탈당하여 스트롬 서먼드가 이끄는 제3당 후보인 딕시크랫을 지명했지만 말이다. 트루먼은 군대 내 차별을 폐지하여 1950년대 초 군부대의 통합을 이끌었다. 그러나 1957년의 미약한 법안이 통과될 때까지 민권 법안은 통과되지 않았다.
1960년대 동안, 백인 자유주의자들과 민권 운동 사이의 관계는 민권 지도자들이 자유주의 정치인들을 미온적이고 미적거린다고 비난하면서 점점 더 긴장되었다. 비록 그들은 남부의 저지를 넘어 어떤 법안이라도 통과시키기 위해 북부 민주당과 공화당 자유주의자들의 지지가 필요하다는 것을 깨달았지만 말이다. 많은 백인 자유주의자들은 민권을 위한 풀뿌리 운동이 많은 남부 백인들을 화나게 하고 의회를 통해 민권법을 통과시키는 것을 더욱 어렵게 만들 것이라고 믿었다. 이러한 우려에 대한 응답으로, 민권 운동 지도자 마틴 루터 킹 주니어는 1963년 워싱턴 행진의 분위기를 완화하는 데 동의했다. 존 F. 케네디 대통령은 마침내 워싱턴 행진을 지지하고 훗날 1964년 민권법이 될 법안을 제안했지만, 암살당하기 전에 통과시키지 못했다. 케네디의 죽음과 함께 그의 부통령 린든 B. 존슨이 대통령으로 취임했다. 그는 1930년대 뉴딜 민주당원이었고 1950년대에는 민주당이 인종차별주의적인 과거를 단절하고 경제적 자유주의뿐만 아니라 인종적 자유주의도 지지해야 한다고 결심했다. 존슨은 암살당한 전임자에 대한 엄청난 동정심을 등에 업었다. 에버릿 덕슨이 이끄는 보수적인 공화당원들의 도움으로 남부 의사 진행 방해는 깨졌다. 존슨은 분리 정책을 불법화한 강력한 1964년 민권법과 흑인의 투표를 막으려는 주 정부의 노력을 뒤집고 수백만 명의 새로운 자유주의 민주당 유권자들을 동원하는 데 기여한 1965년 선거권법을 필두로 한 방대한 위대한 사회 법안을 제정했다. 그 결과 대부분의 공공장소(학교 제외)에서의 분리 정책이 즉시 종료되었고, 흑인 투표에 대한 제한도 없어졌다.
민권 운동 자체는 분열되고 있었다. 1964년 3월 8일, 맬컴 엑스는 아프리카계 미국인의 "정치 의식을 고취"하려는 흑인 민족주의 단체를 조직할 것이라고 선언했다. 직후 도심에서 흑인 폭동이 잇따라 발생하여 1964년부터 1970년까지 모든 주요 도시에서 "길고 뜨거운 여름"을 초래했다. 이 폭동은 민권 연합의 노동조합 요소의 기반이었던 백인 노동계층의 상당 부분을 소외시켰다. 1966년에는 흑인 권력 운동이 등장했다. 흑인 권력 운동 지지자들은 백인 자유주의자들이 민권 의제를 통제하려고 한다고 비난했다. 흑인 권력 운동 지지자들은 대도시의 민주당 정치기계와 다르지 않은 방식으로 아프리카계 미국인들이 권력을 얻기 위해 "인종 모델"을 따르기를 원했다. 이는 그들을 도시 기계 정치인들과의 충돌로 이끌었고, 흑인 권력 운동의 가장자리에는 통합을 전적으로 포기하려는 인종 분리주의자들이 포함되어 있었는데, 이는 어떤 인종의 미국 자유주의자들도 지지할 수 없는 프로그램이었다. 그러한 개인들(실제 수보다 항상 더 많은 언론의 주목을 받았다)의 존재만으로도 자유주의자들과 민권 운동가들에 대한 "백인 반발"에 기여했다.

#### 사회 자유주의 정치 운동
1960년대와 1970년대에는 여성의 권리, 성소수자 인권, 그리고 성 해방을 위한 대중 운동이 강력한 정치 세력이 되었다. 여성이 집 밖에서 일하고 책임 있는 직책을 맡을 권리를 강조한 제2세대 여성주의는 집 밖에서 일하는 여성의 비율을 크게 증가시켰다. 1972년, 캐서린 그레이엄은 최초의 여성 포춘 500 CEO가 되었고, 그 수는 곧 증가했다. 2022년 현재, 37개 포춘 500 기업에는 여성 CEO가 있다. 1980년, 샌드라 데이 오코너는 미국 연방 대법원 최초의 여성 대법관이 되었다. 2021년, 카멀라 해리스는 최초의 여성 미국의 부통령이 되었다. 성혁명은 1960년대에 시작되어 혼전 성교에 대한 사회적 수용이 일반적으로 이루어졌다. 아이젠슈타트 대 베어드 사건의 대법원 판결은 미혼자에게 피임을 가능하게 했고, 사실상 혼전 성교를 합법화했다. 대다수의 미국인들은 이제 혼전 성교를 한다. 현대 성소수자 인권 운동은 1970년 스톤월 항쟁으로 시작되었다. 소수의 주들은 곧 그들의 소도미 법을 폐지했다. 1980년, 민주당 강령은 공식적으로 성소수자 권리를 지지했다. 1990년대에는 대중문화가 이성애자들 사이에서 동성애 수용을 일반적인 것으로 묘사하기 시작했다. 2003년, 대법원은 로런스 대 텍사스 사건에서 동성애 행위를 금지하는 12개 주의 법률을 뒤집고, 이러한 법률이 헌법의 적법절차 조항을 위반한다고 판결했다. 2004년, 매사추세츠주는 미국 최초로 동성결혼을 합법화한 주가 되었다. 2015년 대법원 판결 오버거펠 대 호지스 사건은 결혼이 모든 미국인의 기본권임을 인정하며 전국적으로 동성결혼을 합법화했다. 2020년, 대법원은 1964년 민권법의 제7조의 문구가 성소수자(LGBT) 직원을 차별로부터 보호한다고 판결했다. 여론 조사에 따르면 대다수의 미국인들이 이제 동성애자 권리를 지지한다.

#### 베트남 전쟁으로 인한 신좌파와의 충돌
민권 운동이 자유주의자들을 백인 노동계급과 남부 민주당원들로부터 고립시킨 반면, 베트남 전쟁은 자유주의 진영에 또 다른 균열을 일으켜, 헨리 M. 잭슨 상원 의원과 같은 친전쟁 "매파"와 1972년 대선 후보인 조지 맥거번 상원 의원과 같은 "비둘기파"를 분열시켰다. 전쟁이 그 시대의 주요 정치적 쟁점이 되면서, 국내 문제에 대한 합의만으로는 자유주의적 합의를 유지하기에 충분하지 않았다. 베트남 전쟁은 1947년부터 본격적으로 시작된 소련의 위협에 맞서기 위한 소련 공산주의 봉쇄 정책의 일부였다. 1960년 대선 캠페인에서 케네디는 동남아시아에 대해 리처드 닉슨보다 더 "강경파"였다. 케네디 재임 기간 중 베트남에 주둔한 미국인 수는 16,000명에서 존슨 재임 기간 중 500,000명으로 증가했지만, 1969년 닉슨이 취임할 때까지 그들의 정책은 상당한 연속성을 보였다. 자유주의자들과 신좌파 사이의 깊은 분열, 특히 외교 정책에서의 분열은 수십 년 동안 민주당을 괴롭혔다.
전쟁 반대의 상당 부분은 엘리트 대학 캠퍼스를 기반으로 하는 젊은 활동가들로부터 나왔다. 그들은 기성세대와 멀어졌고 신좌파를 형성했다. 존슨이 1968년 예비선거에서 부진하고 평화 유지에 집중하며 재선에 출마하지 않기로 결정한 후, 민주당 내부의 긴장은 급속히 고조되었다. 두 명의 주요 자유주의자인 마틴 루터 킹 주니어와 로버트 F. 케네디가 암살당했다. 당시 린든 존슨의 국내외 정책을 고분고분 따르던 신중한 중도주의자였던 휴버트 험프리 부통령은 비참하게 폭력적이었던 1968년 민주당 전당대회에서 마지막으로 남아 있던 인물이었다. 당의 우익 중 상당 부분, 즉 남부와 북부의 백인 소수 민족 거주 지역 출신들은 앨라배마 주지사 조지 월리스에게 표를 주기 위해 이탈했다. 그 결과는 3파전에서 공화당 리처드 닉슨의 근소한 승리였다. 비록 보수주의자로 선전되었지만, 닉슨 대통령은 민주당이 다수였던 의회와 함께 미국 환경보호청 설립, 공산 중국과의 관계 정상화, 탄도 미사일의 사용 가능성을 줄이기 위한 전략 무기 제한 협상 시작 등 많은 자유주의 정책을 제정했다.

2010년 8월, 갤럽에 따라 주별로 분류된 자칭 자유주의자의 비율
28% 이상
24%-27%
20%-23%
17%-19%
15%-16%
14% 이하

자유주의자들은 닉슨을 맹렬히 싫어했고, 그는 적 리스트로 응답했다. 그러나 대통령으로서 닉슨은 자유주의적이라고밖에 할 수 없는 많은 정책적 입장을 취했다. 닉슨이 당선되기 전, 그의 당의 자유주의 진영은 넬슨 록펠러와 윌리엄 스크랜턴과 같은 정치인들을 선호했다. 1968년 닉슨은 급증하는 범죄율과 광범위한 인종 폭동에 혐오감과 두려움을 느끼는 보수주의자들의 "침묵하는 다수"에 호소하여 지명을 얻었다. 그는 행정 명령을 사용하여 의회의 투표 없이 단독으로 주요 환경 기관(미국 환경보호청)을 설립했다. 그는 국립 인문학 기금과 국립 인문학 기금과 같은 자유주의자들이 선호하는 기관에 대한 자금을 확대했다. 그의 최고 고문 중 한 명은 자유주의자인 대니얼 패트릭 모이니핸이었는데, 그는 "닉슨은 대부분 자유주의 정책을 선택했고, 단지 그것들을 ... 보수적인 수사학으로 포장했을 뿐"이라고 말했다. 예술과 환경과 같은 자유주의적 대의에 대한 지지 외에도, 그는 오락용 약물에 대한 법률의 자유화를 지지했다. 보수주의자들을 놀라게 한 것은, 그가 인플레이션에 대처하기 위해 임금 및 가격 통제를 부과했다는 것이다. 종종 좌파에서 자유주의를 공격하는 노엄 촘스키는 닉슨을 "여러 면에서 마지막 자유주의 대통령"이라고 불렀다. 역사가들은 그의 행정부 정책의 자유주의적 특성을 점점 더 강조하지만, 이를 닉슨 개인의 공으로 돌리지는 않는다.
1970년대에는 다양한 법률이 제정되었다. 예를 들어, 미국 직업 안전 보건법과 교육 기회 균등법 제9조가 있다. 여성, 유아 및 아동을 위한 특별 보충 영양 프로그램도 시작되었다.
닉슨 재임 기간과 1970년대에도 지속된 자유주의적 합의의 정치적 지배력은 예를 들어 환경보호청 설립과 닉슨이 음의 소득세를 통해 복지 시스템을 보장된 연간 소득으로 대체하려다 실패한 제안에서도 가장 잘 드러난다. 가장 할당량 지향적인 형태의 미국의 적극적 우대조치는 닉슨 행정부의 정책이었다. 심지어 닉슨의 마약과의 전쟁조차도 예산의 3분의 2를 치료에 할당했는데, 이는 이후 공화당이나 민주당 대통령 하에서보다 훨씬 높은 비율이었다. 또한, 닉슨의 공산 중국과의 외교 관계 정상화와 소련과의 데탕트 정책은 보수적인 지지층보다는 자유주의자들에게 더 인기가 있었을 것이다. 닉슨은 또한 사회 보장 수령인들을 위한 생활비 조정을 성공적으로 지지했다. 캐스 R. 선스타인은 "두 번째 권리장전"에서 반대 견해를 제시했다. 그는 닉슨의 대법관 임명을 통해 1948년 유엔 총회에서 채택된 세계 인권 선언에 제시된 경제적 권리의 미국 법률 상 수십 년간의 확장이 효과적으로 종식되었다고 주장한다.

#### 1970년대–1990년대
닉슨 재임 기간과 1970년대 내내 자유주의적 합의는 해체되기 시작했다. 남부 민주당원과의 동맹은 민권 시대에 상실되었다. 아프리카계 미국인들의 꾸준한 참정권 확대는 자유주의적 견해에 공감하는 많은 새로운 유권자들을 포함하도록 선거인단을 확대했지만, 일부 남부 민주당원들의 손실을 만회하기에는 충분하지 않았다. 오랫동안 자유주의적 합의의 보루였던 조직 노동은 미국에서 그 전성기를 지났고, 많은 노조들은 자유주의 정치인들이 점점 베트남 전쟁에 반대함에도 불구하고 여전히 베트남 전쟁을 지지했다. 민주당 지도부 내에서는 1972년 자유주의자 조지 맥거번의 패배 이후 인종 문제에 대한 중도화 경향이 나타났다. 한편 공화당 내에서는 새로운 세력이 등장했다. 1964년 배리 골드워터에 의해 고무된 반체제 보수주의자들은 1976년 더 자유주의적인 지도부에 도전했고 1980년 로널드 레이건 하에 당을 장악했다. 자유주의적 공화당원들은 북동부의 강한 지지 기반에서도 사라져갔다. 레이건은 한계 세율을 성공적으로 낮췄는데, 특히 고소득층에 대한 세율을 낮추는 동시에 사회 보장 개혁을 통해 중하위 소득층에 대한 세금을 인상하여 전체 세금 부담은 변하지 않았다.
민주당 지도자 협의회 (DLC)와 같은 보다 중도적인 단체들은 빌 클린턴을 지지하고 민주당 장악을 위해 자유주의자들과 경쟁했다. 클린턴은 스스로를 중도적인 신민주당원으로 묘사했다. 따라서 그는 뉴딜 민주당원들과 거리를 두었다. 남부가 지배하는 DLC의 도움으로 클린턴은 국가 정치의 중심을 차지했다. 클린턴은 보수주의자들과 협력하고 강력한 자유주의적 반대에도 불구하고 주요 복지 프로그램의 일부를 폐지하고 미국, 캐나다, 멕시코 경제를 연결하는 NAFTA를 이행했다. 클린턴은 의료(실패했다)와 환경 보호(더 성공적이었다) 분야에서 자유주의적 이상을 확대하기 위해 노력했다. 전반적으로 그는 좌파와 많은 자유주의자들로부터 맹렬한 공격을 받았는데, 이들은 그가 특히 복지 및 기업과의 협력에 있어 적극적인 정부라는 뉴딜의 전통을 배신했다고 비난했다.

### 21세기
2013년 1월 1일, 버락 오바마 대통령은 부유층에 대한 세금을 인상하고 중산층에 대한 세금은 그대로 유지하는 데 성공했다. 2013년 1월 21일, 오바마는 수많은 자유주의적 대의를 옹호하는 두 번째 취임 연설을 했다. 그의 가장 큰 업적은 환자보호 및 부담적정보험법에 따라 수백만 명에게 건강 혜택을 확대했으며, 이는 오바마케어로 알려지게 되었고, 의료 분야에서 정부의 역할을 확대했다. 2016년, 버니 샌더스와 힐러리 클린턴은 2016년 민주당 대통령 후보 경선에서 경쟁했다. 클린턴은 일반적으로 더 온건한 입장이었던 반면, 샌더스는 진보주의와 사회민주주의를 지지하는 입장으로, 모두를 위한 메디케어, 무료 대학 및 대학교, 15달러 최저 임금, 연방 일자리 보장과 같은 정책을 내세웠다. 클린턴이 경선에서 승리하고 본선에서 도널드 트럼프에게 패했지만, 샌더스는 민주당 강령을 좌파로 옮기고 빌 클린턴 행정부 이후 당의 이념을 지배했던 중도주의를 역전시키는 데 성공했다. 2016년과 2020년 강령은 15달러 최저 임금, 공공 의료 보험 옵션, 사형 폐지, 삼속 합법화, 탄소세에 대한 지지를 선언했다.

## 종류

### 초기 자유주의
미국은 존 로크와 다른 계몽주의 철학자들의 자유주의 사상, 즉 침해할 수 없는 권리와 피치자의 동의에 기반을 두고 군주제도 세습 귀족제도 없이 건국된 최초의 국가였으며, 개별 주에는 국교가 있었지만, 연방 정부는 미국 수정 헌법 제1조에 의해 종교를 수립하는 것이 금지되었다. 권리장전 (미국)은 모든 시민에게 자유주의 철학자들이 옹호한 자유, 즉 법 앞의 평등, 종교의 자유, 표현의 자유, 출판의 자유, 평화롭게 집회할 권리, 정부에 청원할 권리, 무기 소지권 등을 보장한다. 이런 의미에서 거의 모든 미국인들은 자유주의자이다.
건국 전후로 이러한 권리와 자유의 범위에 관한 법적 질문이 제기되었다. 1856년~1857년 드레드 스콧의 사건에서 미국 연방 대법원은 이러한 권리가 백인 남성에게만 적용되며 흑인은 백인 남성이 존중할 의무가 있는 권리를 전혀 가지고 있지 않다고 판결했다. 드레드 스콧 대 샌드퍼드 사건 이후 여러 헌법 개정은 권리장전의 보장을 더 넓은 계층의 시민들에게 확장하여 1868년에는 모든 시민에게, 1870년에는 특히 흑인에게, 1919년에는 여성에게, 그리고 1964년에는 인두세를 감당할 수 없는 사람들에게 확대했다.

### 고전적 자유주의
미국에서 자유방임주의 자유주의라고도 불리는 고전적 자유주의는 자유 시장 경제가 가장 생산적이며 정부 간섭은 소수에게 유리하고 다수에게 해를 끼친다는 신념이다. 즉, 헨리 데이비드 소로가 말했듯이, "가장 적게 다스리는 정부가 최선이다". 고전적 자유주의는 개인주의와 자기 책임의 철학이며, 집단이나 하위 공동체에 대한 관심은 거의 없다. 미국의 고전적 자유주의자들은 경제가 정부 개입 없이 수요와 공급의 자연적인 힘에 맡겨지면 인간의 욕구가 가장 풍부하게 충족된다고 믿는다. 현대 고전적 자유주의자들은 사회민주주의와 복지국가의 개념에 반대한다. 버본 민주당원은 19세기 민주당의 한 파벌로 고전적 자유주의와 일치했으며, 현대의 청견연합도 마찬가지이다.

### 현대 자유주의
1883년, 레스터 프랭크 워드 (1841년~1913년)는 '동태 사회학: 또는 정적 사회학과 덜 복잡한 과학에 기반한 응용 사회 과학'을 출판하여 현대 미국 자유주의의 기본 원칙을 제시하는 동시에 허버트 스펜서와 윌리엄 그레이엄 섬너가 옹호하는 자유방임 정책을 비판했다. 워드는 사회의 발전을 지능적이고 과학적으로 이끌어낼 사회학을 열렬히 옹호했다. 진보 시대의 또 다른 영향력 있는 사상가는 허버트 크롤리 (1869년~1930년)였다. 그는 고전적 자유주의 이론과 진보적 철학을 효과적으로 결합하고 그의 사상을 제시하기 위해 뉴 리퍼블릭을 창간했다. 크롤리는 혼합 경제, 교육에 대한 지출 증가, 그리고 "인류애"에 기반한 사회 건설을 주장했다. 1909년, 크롤리는 '미국 생활의 약속'을 출판했는데, 여기서 그는 공격적인 노동조합 활동에 반대하면서도 경제 계획을 통해 전반적인 생활 수준을 높일 것을 제안했다. '민주주의의 기술' (1915년)에서 크롤리는 독단적인 개인주의와 독단적인 사회주의 모두에 반대했다. '뉴 리퍼블릭'의 편집자로서 그는 지식인 공동체에 도달할 수 있는 장을 마련했다. 프린스턴 대학교의 사회학자 폴 스태르에 따르면:
자유주의는 국가가 ... 강하지만 제약을 받을 수 있다고 본다. 강한 이유는 제약을 받기 때문이다. ... 교육 및 인간 발전과 안보를 위한 기타 요건에 대한 권리는 소수자의 기회와 개인적 존엄성을 증진하고 창의적이고 생산적인 사회를 촉진하는 것을 목표로 한다. 이러한 권리를 보장하기 위해 자유주의자들은 국가의 더 넓은 사회적, 경제적 역할을 지지하며, 독립적인 언론과 다원적인 사회에 뿌리내린 보다 강력한 시민 자유 보장과 더 넓은 사회적 견제와 균형 시스템으로 상쇄된다.— 폴 스태르, 뉴 리퍼블릭, 2007년 3월

## 같이 보기
- 미국의 보수주의
- 미국의 자유지상주의
- 미국의 현대 자유주의
- 미국의 진보주의
- 미국의 사회주의

## 더 읽어보기
- Wittes, Benjamin (2008). “There Will Be Guns”.
- Adams, Ian (2001). 《Political Ideology Today》 reprint, revis판. Manchester: Manchester University Press. ISBN 9780719060205.
- Adams, Ian (2001). 《Political Ideology Today》 reprint, revis판. Manchester: Manchester University Press. ISBN 9780719060205.
- Alterman, Eric. The Cause: The Fight for American Liberalism from Franklin Roosevelt to Barack Obama (2012) excerpt
- Atkins, Curtis Gene. "Forging a New Democratic Party: The Politics of the Third Way From Clinton to Obama." (PhD dissertation York U. 2015) online.
- Baer, Kenneth. Reinventing Democrats: The Politics of Liberalism from Reagan to Clinton (2000).
- Bell, J. and T. Stanley, eds. Making Sense of American Liberalism (2012)
- Bloodworth, Jeffrey. Losing the Center: The Decline of American Liberalism, 1968—1992 (U Press of Kentucky, 2013). excerpt
- Brinkley, Alan. The end of reform: New Deal liberalism in recession and war (1996), covers 1937–1945. online
- Buenker, John D. ed. Urban liberalism and progressive reform (1973) covers early 20c.
- Chafe, William H., ed. The Achievement of American Liberalism: The New Deal and Its Legacies. (2002).
- Clark, Barry Stewart (1998). 《Political Economy: A Comparative Approach》. Greenwood Publishing Group. ISBN 0-275-95869-8.
- Ericson, David F. et al. eds.,  The liberal tradition in American politics: reassessing the legacy of American liberalism. (Routledge, 1999) ISBN 0-415-92256-9
- Fraser, Steve, and Gary Gerstle, eds. The rise and fall of the New Deal order, 1930–1980 (1989).
- Freeden, Michael (1978). The New Liberalism: An Ideology of Social Reform. Oxford: Oxford University Press.
- Geismer, Lily. "Kennedy and the Liberal Consensus." in Marc J. Selverstone, ed., A Companion to John F. Kennedy (2014): 497–518.
- Geismer, Lily. Don't blame us: suburban liberals and the transformation of the Democratic party (Princeton UP, 2017).
- Gerstle, Gary. "The protean character of American liberalism." American Historical Review 99.4 (1994): 1043–1073. online
- Gerstle, Gary. "The Rise and Fall (?) of America's Neoliberal Order." Transactions of the Royal Historical Society 28 (2018): 241–264. online
- Gillon, Steven. Politics and Vision: The ADA and American Liberalism, 1947–1985 (1987).
- Hamby, Alonzo L. Liberalism and Its Challengers: From F.D.R. to Bush (1992) online
- Hamby, Alonzo L. Beyond the New Deal: Harry S. Truman and American Liberalism (1973).
- Hayward, Steven F. The Age of Reagan: The Fall of the Old Liberal Order: 1964–1980 (2009) excerpt v 1; The Age of Reagan: The Conservative Counterrevolution 1980–1989 (2009) excerpt and text search v2
- Huthmacher, J. Joseph. "Urban liberalism and the age of reform." Mississippi Valley Historical Review 49.2 (1962): 231–241. early 20th century   online
- Jeffries, John W. "The 'New' New Deal: FDR and American Liberalism, 1937–1945." Political Science Quarterly 105.3 (1990): 397–418. online
- Johnston, Robert D. "Re-Democratizing the Progressive Era: The Politics of Progressive Era Political Historiography." Journal of the Gilded Age and Progressive Era 1.1 (2002): 68–92.
- Lepore, Jill (2018) These truths: A history of the United States (Norton) ISBN 9780393357424
- Matusow, Allen, The Unraveling of America: A History of Liberalism in the 1960s (1984)  online
- Milkis, Sidney M., and Jerome M. Mileur, eds. The New Deal and the Triumph of Liberalism (2002).
- Pederson, William D. ed. Companion to Franklin D. Roosevelt (2011) 711pp; comprehensive coverage
- Pestritto, Ronald. Woodrow Wilson and the Origins of Modern Liberalism (2005), excerpt
- Ryan, Alan. John Dewey and the high tide of American liberalism (1997).
- Smith, Jason Scott. Building New Deal Liberalism: The political economy of public works, 1933–1956 (2009)
- Stevens, John Paul.  "Keynote Address: The Bill of Rights: A Century of Progress." University of Chicago Law Review  59 (1992): 13+ online.